# Reen Yu
Reen Yu Hong Yuan (cinese tradizionale: 喻虹淵; cinese semplificato: 喻虹渊; pinyin: Yù Hóng Yuān; Taiwan, 22 ottobre 1987) è un'attrice e modella taiwanese.
È alta 160cm e pesa 43kg.

## Biografia
Reen Yu ha iniziato ad apparire in diversi video musicali e spot pubblicitari durante gli anni della scuola superiore. Nel 2009 è stata scelta per interpretare un ruolo di supporto nella serie televisiva taiwanese Black & White, grazie alla quale ha ricevuto buone recensioni da pubblico e critica.
Attualmente, affianca il lavoro di attrice agli studi universitari, poiché studia Filosofia alla Fu Jen Catholic University.

## Filmografia

### Serie televisive
| Anno | Titolo                             | Stato       | Ruolo                             |
| ---- | ---------------------------------- | ----------- | --------------------------------- |
| 2010 | 愛似百匯 / Love Buffet             | Televisione | Hu Xiao Feng / 胡小風 / Fuuko     |
| 2009 | 痞子英雄 / Black & White           | Televisione | He Xiao Mei / 何小玫              |
| 200? | 波西米亞進行曲 V5                  | Televisione | ??                                |
| 2008 | 籃球火 / Hot Shot                  | Televisione | Zhan Jie Er (da giovane) / 湛潔兒 |
| 2008 | 這裡發現愛 / Wish To See You Again | Televisione | Lu Yi (da giovane) / 陸怡         |
| 2009 | 痞子英雄 / Black & White           | Televisione | He Xiao Mei / 何小玫              |
| 2010 | 愛似百匯 / Love Buffet             | Televisione | Hu Xiao Feng / 胡小風 / Fuuko     |
| 2011 | 勇士們 / Soldier                   | Television  | Du Yuan (杜媛)                    |
| 2012 | 白色之戀 / Die Sterntaler          | Televisione | Xia Xiang Qi (夏祥琪)             |
| 2012 | 原來愛.就是甜蜜 / Once Upon a Love | Televisione | Xu Juan Juan (徐娟娟)             |
| 2012 | 愛情女僕 / Lady Maid Maid          | Televisione | Liu Shu-qi (劉舒琪)               |

### Video musicali
| Anno | Artista    | Titolo della canzone   |
| ---- | ---------- | ---------------------- |
| 2004 | Mayday     | 聽不到                 |
| 2004 | Endy Chow  | 告一段落               |
| 2005 | JJ Lin     | 豆漿油條               |
| 2006 | Sun Ho     | 做你的公主             |
| 2006 | Bobby Chen | 不再                   |
| 2007 | 音樂鐵人   | 幸福快樂               |
| 2008 | Fahrenheit | 為你存在               |
| 2009 | Nylon Chen | 不再                   |
| 2009 | Jam Hsiao  | 祝你幸福               |
| 2009 | ThomasJack | 《因为你》音乐爱情故事 |
| 2010 | AK         | 一秒钟                 |

### Film
| Anno | Titolo       | Ruolo           |
| ---- | ------------ | --------------- |
| 2010 | 艋舺 / Monga | Xiao Hui / 小惠 |
| 2011 | Hand in Hand |                 |